# Maurice André
Maurice André, född 21 maj 1933 i Alès, Gard, död 25 februari 2012 i Bayonne, Pyrénées-Atlantiques, var en fransk trumpetare med klassisk repertoar. André introducerade användningen av piccolatrumpet för barockrepertoaren, vilket ledde till ett återupplivande av många verk som tidigare ansågs alltför svåra att utföra. Han spelade också oboe- och klarinettkonserter på trumpet. En av de största klassiska solisterna alla kategorier.
Till de trumpetare som Maurice André inspirerat hör Wynton Marsalis.